# ヴァルター・ラウフ

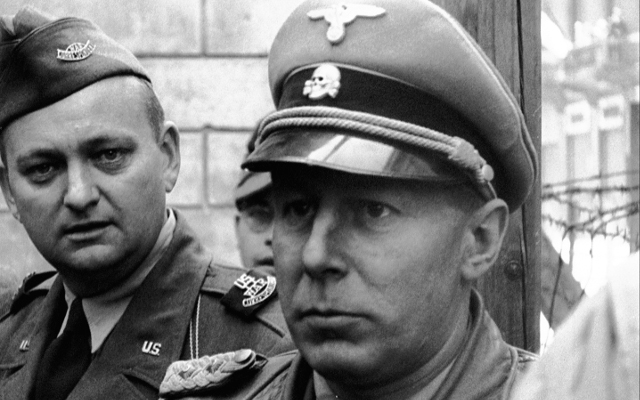
ヴァルター・ラウフ（1945年）

ヴァルター・ラウフ（Walther Rauff、1906年6月19日 - 1984年5月14日）は、ドイツの親衛隊（SS）の将校。最終階級は親衛隊大佐（SS-Standartenführer）。
チュニジアにおけるユダヤ人の連行・徴用および強制労働の管理監督部隊の指揮官。移動式ガス室の開発に尽力した。

## 略歴
アンハルト公国のケーテン出身。1924年3月よりドイツ海軍に勤務し、1936年のベルリンオリンピックには予備役将校として海軍委員会の委員となる。
だが1937年の終わりに学生と関係を持った罪により海軍より除籍された。
ラインハルト・ハイドリヒとはディートリヒ・フォン・ヤーゴウを通じて知り合う。1937年に国家社会主義ドイツ労働者党入党。1938年4月20日に親衛隊（SS）に入隊し親衛隊情報部 (SD)に入る。国家保安本部では技術計画及び動員部門の長となる。
第二次世界大戦勃発後の1940年4月に自ら希望して海軍に再入隊し予備役将校として掃海艇艦隊の司令官を務めた。1941年4月に国家保安本部へ戻ると、第II局（編制・総務・法務局）D部(無線・電話・車両・銃器等の機器担当）部長に就任し、そこでガストラック開発に関与する。また第VI局（国外諜報部）F部（技術）部長も兼任した。
1942年11月からドイツアフリカ軍団付の保安警察及びSD特務部隊指揮官となる。この時、パレスチナのユダヤ人絶滅のために、アインザッツグルッペンエジプト支部を設立を任されていた。1943年5月20日に第5装甲軍司令官ハンス＝ユルゲン・フォン・アルニム上級大将よりドイツ十字章銀章を授与された。
1943年5月にアフリカより戻るとミラノの保安警察及びSDの指揮官となる。1944年からは保安警察及びSD司令官「イタリア」指揮下の保安警察集団「上部イタリア西部」司令官となる。1945年2月7日にはドイツ十字章金章を授与されている。
終戦後イタリアでアメリカ軍に降伏し捕虜となるが、1946年に収容所から脱出した。ラウフは、戦後直後の時点では、裁判に掛けられることも罰せられることもなかったが、シリアに逃亡する。同地の、軍事指導者フスニー・アッ＝ザイームと親しくなり、ザイームの情報機関の局員に対して、訓練を施し、シリアのユダヤ人尋問のための拷問装置を設計した。しかし、1949年8月に、政権を握っていたザイーム政権が倒され、ラウフは共産主義者への協力や、ソ連へのスパイ活動容疑などの理由によって逮捕された。
ラウフは、シリア追放処分を受け、南米に向かう途中、イタリアへ立ち寄る。イタリアでは、後のモサドとなる、イスラエル外務省政治調査部からスカウトがあり、ラウフはシリアの情報を提供した。イスラエル外務省政治調査部が、ラウフがガストラックを発明した人間であることを知っていたかどうかは不明である。その後、ラウフは、スカウトを断り、エクアドルへ渡航する。
死去の1年前の1983年、ラウフは、チリに居住しており、ラウフはモサドによって暗殺されかけるも、ラウフの夫人がモサドの暗殺部隊に気づき、暗殺は失敗に終わった。
1984年5月14日にサンティアゴで肺ガンと心臓麻痺により死去した。

## キャリア

### 階級
- 1938年4月20日、親衛隊大尉（SS-Hauptsturmführer）
- 1939年4月20日、親衛隊少佐（SS-Sturmbannführer）
- 1941年1月30日、親衛隊中佐（SS-Obersturmbannführer）
- 1941年4月1日、予備役海軍大尉（Kapitänleutnant d.R）
- 1944年6月21日、親衛隊大佐（SS-Standartenführer）

### 受章歴
- ドイツ十字章
  - 金章（1945年2月20日）
  - 銀章（1943年5月20日）
- 鉄十字勲章
  - 一級鉄十字章（1939年版）（1941年）
  - 二級鉄十字章（1939年版）（1941年）
- 戦功十字章
  - 一級剣付き戦功十字章（1944年4月20日）
- オリンピック勲章（ドイツ語版）
  - 二級オリンピック勲章（1936年）